# 어노잉 오렌지

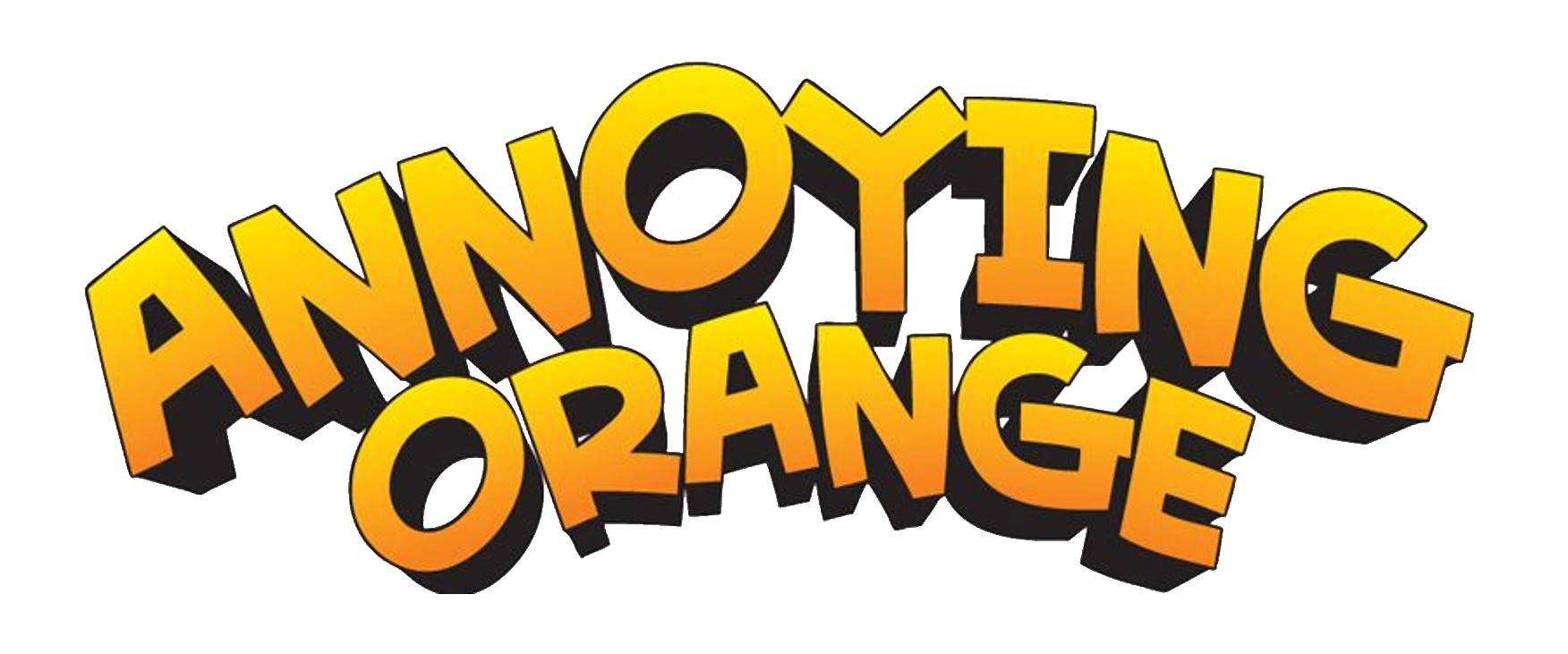
어노잉 오렌지의 로고

《어노잉 오렌지》(영어: The Annoying Orange 디 어노잉 오렌지[*]→짜증나는 오렌지)는 데인 보이디그하이머가 만든 웹 개그 시리즈이다. 첫 편은 2009년 10월 9일에 업데이트되었다. 유튜브에 그 동영상을 업데이트하자, 10억명 이상의 방문자들이 동영상을 시청하였다. 그러자 데인은 자신의 유튜브 채널을 "Annoying Orange Channel"으로 바꾸고 많은 동영상들을 새로 만들어냈다. 2010년 8월 28일엔 11번째로 가장 방문자가 많은 채널이 되었다. 어노잉 오렌지의 주인공은 오렌지로, 오렌지에 데인 보이디그하이머의 얼굴을 합성시켜 개그를 만들고, 그의 파트너 구르브가 각본을 쓴다. 데인 보이디그하이머는 어노잉 오렌지 시리즈로 288,000 달러를 벌어들였다. 현재 이 시리즈는 시범 제작물 논의가 진행 중이라서 조만간 미디어에 나올 수 있다.
이 작품을 바탕으로 한 TV 시리즈인 《엽기발랄 오렌지》가 카툰 네트워크에서 2012년 5월 28일부터 방영하였다.